# Oxira dislocata
Oxira dislocata är en fjärilsart som beskrevs av Smith 1904. Oxira dislocata ingår i släktet Oxira och familjen nattflyn. Inga underarter finns listade i Catalogue of Life.